# Teatro Principal de Castellón
El Teatro Principal de Castellón se sitúa en el centro de la ciudad de Castellón de la Plana, frente a la emblemática plaza de la Paz. Debido a la fuerza urbanística y las necesidades de innovación de servicios públicos en la ciudad durante el siglo XIX, a causa del aumento demográfico y el crecimiento de la ciudad, además de ser el siglo de los teatros en toda Europa, se decide construir el Teatro Principal para acoger a todo tipo de público.
El teatro se llevó a cabo bajo el proyecto del arquitecto Godofredo Ros de Ursinos, aunque posteriormente se tuvieron que realizar algunas modificaciones. Las obras empezaron en 1890 siendo inaugurado cuatro años después el 15 de febrero de 1894 con la zarzuela El ángel guardián.

## Historia
Ramón de Campoamor, político y poeta, impulsó la construcción del primer casino de Castellón donde se llevaban a cabo festejos, bailes, pequeñas representaciones teatrales… Por ello, se planteó la posibilidad de abrir un gran teatro con la finalidad de que la ciudad disfrutara de grandes servicios públicos, además de engrandecer la ciudad puesto que, poco a poco empezaban a instalarse en la ciudad personas de fuera. Aunque no se sabe con exactitud donde se ubicaba el primer casino de Castellón, por prensa local y tradición oral se dice que se encontraba en la actual plaza Cardona Vives.
Surgió una nueva sociedad a causa de los problemas políticos durante la segunda mitad del siglo XIX, las disputas entre socios y el crecimiento que había traído el bienio progresista creó una división ideológica causando la creación de una sociedad con la finalidad de compartir ideas. Una de las primeras ideas que se planteó fue la construcción de una nueva actividad teatral que se llamó “el Teatrito del Casino” donde se realizaban pequeñas representaciones dramáticas. La ciudad contaba con dos teatros como el de la Calle Enmedio o el de la Magdalena pero todos ellos empezaron a entrar en decadencia.
Desde que Ramón de Campoamor planteara la idea de realizar un nuevo teatro en la ciudad de Castellón y justo cuando el resto de los teatros estaban entrando en decadencia, se llegó a un acuerdo municipal el 18 de septiembre de 1879 donde el Ayuntamiento pactó la construcción de un nuevo teatro frente la Plaza de la Paz, autorizando al alcalde Carlos Ferrer para comprar los terrenos necesarios para su construcción y la ejecución del alzado de los planos por parte del arquitecto municipal. No obstante, la negociación para la compra de las tierras fue tarea difícil y se tardó dos años en poder adquirirlos. Finalmente, el 16 de abril de 1881 se adquirió el huerto de Cisternes.
Tras dos años de espera y ya compradas las tierras de la huerta junto a la Plaza de la Paz, se sigue discutiendo sobre la nueva construcción del nuevo teatro dado que gran parte de los ciudadanos estaban en desacuerdo por la mala situación económica que estaba padeciendo el Ayuntamiento. Aun cuando pensaban que su construcción sería un camino largo o que incluso no podría empezar a realizarse, muestran una gran inquietud por otorgar a la ciudad un gran teatro, de manera que, el 11 de junio de 1890 se acuerdan 25 000 pesetas para su construcción. El arquitecto que se encargó de realizar el proyecto fue Godofredo Ros de Ursino, en el mismo proyecto se redactan las condiciones económicas del convenio de las obras de cimentación de las fachadas y el escenario que tuvieron su remate el 21 de diciembre de 1891.
El día de la inauguración del Teatro Principal, 15 de febrero de 1894, se produjeron en la puerta del teatro problemas de orden público, llegando a intervenir la Guardia Civil debido a que se rompieron cristales del propio teatro por lanzamiento de piedras. Estos altercados fueron ocasionados por los problemas políticos que había durante finales del siglo XIX.
La gran crisis que hubo a finales de siglo hizo que los ciudadanos salieran a quejarse de los altos precios de las funciones y que por otro lado, el teatro necesitaba el dinero para poder obtener ingresos. Por esta razón, el teatro empezó a perder ganancias y entró en decadencia. Cuatro años después, el teatro entra en subasta cayendo en manos privadas siendo el propietario Juan Cebrián Boigues, en este momento el teatro produce obras de carácter intelectual, aunque muy criticadas por la prensa.
Desde la restauración borbónica hasta el siglo XX, el teatro seguía teniendo un carácter elitista; aunque podía entrar todo tipo de clases, tenían cierta preferencia las clases altas. La censura que se instauró durante la monarquía y la dictadura de Primo de Rivera es erradicada en los años 30, y gracias a la II República empieza una etapa de libertad para el teatro. Durante la Guerra Civil y la posguerra, se realizaron comedias ligeras, juguetes cómicos, zarzuelas… Una vez acabada la guerra, se devuelve al teatro el carácter musical y teatral que le pertenecía, aunque con la dictadura franquista regresa la censura.
Entrada la década de los 90, la gestión pasa a manos de una nueva empresa dirigida por Armado y Ricardo Alegre. En ese momento colaboran con instituciones para poder llevar a cabo grandes espectáculos. Para celebrar el centésimo aniversario del teatro, 15 de febrero de 1994, se llevó hasta el final la representación de La zapatera prodigiosa de García Lorca. En 1997, el teatro pasa a manos de la Diputación de Castellón siendo por primera vez una institución pública quien se haga cargo de ello. Ejecutaron un programa de restauración y rehabilitación por la falta de cuidados siendo reabierto el 11 de noviembre de 1999.

## Arquitectura y decoración
Del proyecto original realizado en 1884 por Godofredo Ros de Ursino, se tuvieron que cambiar ciertos detalles para la mejora de los materiales teniendo en cuenta la seguridad de los asistentes en caso de incendio utilizando materiales como ladrillo, piedra y hierro.El arquitecto empleó los estilos neoclásico y neomudéjar, siendo la fachada principal neoclásica y la posterior neomudéjar. El edificio es de planta trapezoidal con cuatro fachadas de las cuales una da a la calle principal. La fachada principal, presenta 16 metros de altura que se ubica frente a la plaza de la Paz, en esta fachada se da acceso al público mediante tres puertas centrales y en los laterales la venta de billetes para el teatro. Está inspirada en un estilo greco-romano utilizando dos columnas jónicas y dos pilares toscanos dando lugar a tres intercolumnios. Por encima de esta, hay un gran frontón cuyo tímpano contiene dos grifos alados en bajo relieve y tres sencillas acroteras junto a una lira en el frontón. Volviendo al intercolumnio, debajo de este, se encuentran tres medallones en bajo relieve con los bustos de tres figuras que son A. Lasala, Calderón y Bretón. La fachada posterior, luce un gran desarrollo vertical, obteniendo 20 metros de ancho y 26 de alto, ya que corresponde al escenario y al taller de pintura. Presenta una solución colocando tres ventanales enmarcados por ladrillo agramillado en el centro. En las fachadas laterales, se disponen las áreas de servicio y de circulación, estas no tienen decoración. Sirven para el acceso a los actores y el personal auxiliar del teatro.
El interior tiene influencia francesa utilizando el estilo neoclásico. Está compuesta por dos espacios, la sala y el escenario que contiene una fosa subterránea para la orquesta. Además de estos espacios, el teatro cuenta con tres pisos más el bajo y las filas de palcos.Algunos de los elementos en las que fallaban a la hora de realizar los teatros durante el siglo XIX era la acústica, puesto que, muchas veces la voz de los actores se aminoraba con las telas, los decorados o los palcos. En este caso, el teatro realizado por Ros posee una gran acústica. La decoración del interior del teatro, se realizó de una manera muy minuciosa, y con bastantes exigencias. Algunos de los artistas más importantes que trabajaron en su decoración como Pedro Ferrer Calatayud, Francisco Pérez Olmos o Ricardo Alós Sierra el cual se dedicó a las decoraciones que indican el tipo de representación utilizando colores granates y rojos muy típicos de finales del siglo XIX aunque todas ellas han desaparecido. En cambio, Pérez Olmos llevó a cabo los tres lienzos con figuras alegóricas del techo del teatro mientras que Calatayud ejecutó los tres lienzos alegóricos del techo y nueve musas de la boca del escenario.